# Kattiihosahalli, Dod Ballapur
Kattiihosahalli là một làng thuộc tehsil Dod Ballapur, huyện Bangalore Rural, bang Karnataka, Ấn Độ.